# WOW air
WOW air var et lavprisflyselskab fra Island. Selskabet havde hub på Keflavík International Airport og hovedkontor i landets hovedstad Reykjavík. WOW air blev etableret i 2011 og startede flyvningerne 1. juni 2012. Det lukkede ned den 28. marts 2019.

## Historie
I oktober 2011 kom det frem, at et nyt lavprisflyselskab var under etablering i Island. Selskabet skulle ikke selv eje fly, men lease dem fra en ekstern leverandør. Hovedaktionærene i selskabet er den tidligere direktør i flyselskabet Iceland Express, Matthias Imsland, samt den islandske rigmand Skúli Mogensen. WOW air skulle konkurrere med de to andre islandske flyselskaber, Icelandair og Iceland Express, samt EasyJet og Norwegian, der begge ville åbne ruter til Island i løbet af 2012.
WOW air blev officielt præsenteret 23. november 2011. Her kom det frem, at selskabet ville begynde flyvninger til 12 europæiske destinationer fra Keflavík International Airport med start 1. juni 2012. Flyene, to eksemplarer af Airbus A320-200 med 168 passagersæder, vil blive indlejet fra det litauisk registrerede flyselskab Avion Express. Avion er et selskab ejet fra Schweiz med islandske ejere.
I september 2013 havde selskabet tre fly i flåden, som alle var Airbus A320. De var alle leaset hos bulgarske Air VIA.
Senere fik selskabet flere Airbus A330-200 i flåden. I alt nåede selskabet at operere 20 forskellige fly.

## Konkurs
Efter en længere periode med økonomiske problemer indstillede Wow air driften og aflyste alle sine flyvninger den 28. marts 2019.
Ved konkursen havde WOW air dog kun syv fly i drift. To Airbus A321-200 med registreringen TF-PRO og TF-NOW er beslaglagt af leasingselskabet i henholdsvis Montreal og Miami. Disse to fly er ejet af Bocomm Leasing, der er Kinas største leasingselskab.
En Airbus A320-200neo befandt sig i Ljubljana til planlagt vedligehold, mens Airbus A321-flyet TF-GPA, ifølge islandske medier, siden den 18. marts har opholdt sig permanent i Keflavik Airport, da Isavia har krævet, at dette fly bliver stående i lufthavnen som sikkerhed for ubetalte regninger.
De syv fly, som WOW air havde i drift, er ejet af to flyleasingselskaber, henholdsvis amerikanske Air Lease Corporation samt Dublin-baserede Goshawk Aviation, der er et joint venture mellem Hong Kong-selskaberne  Chow Tai Fook Enterprises og NWS Holdings.[kilde mangler]